# 갈매중학교
갈매중학교(葛梅中學校)는 대한민국 경기도 구리시 갈매동에 있는 공립 중학교이다.

## 학교 연혁
- 2016년 6월 1일 : 개교

## 참고 자료
- 갈매중학교 - 한국교육학술정보원 학교알리미